# Cluster & Eno
Albums par Brian Eno
Discreet Music
(1975) Before and After Science
(1977)
Albums par Cluster
Sowiesoso
(1976) After the Heat
(1978)
Cluster & Eno est un album issu de la collaboration du groupe allemand Cluster et du musicien anglais Brian Eno, sorti en 1977.

## Titres
Toutes les chansons sont écrites et composées par Brian Eno, Dieter Moebius et Hans-Joachim Roedelius.
| 1. | Ho Renomo    | 5:07 |
| 2. | Schöne Hände | 3:03 |
| 3. | Steinsame    | 4:06 |
| 4. | Wehrmut      | 3:20 |
| 5. | Mit Simaen   | 4:26 |

| 6. | Selange   | 3:30 |
| 7. | Die Bunge | 3:45 |
| 8. | One       | 6:06 |
| 9. | Für Luise | 5:01 |

## Musiciens
- Brian Eno
- Dieter Moebius
- Hans-Joachim Roedelius
- Holger Czukay : basse
- Okko Bekker : guitare
- Asmus Tietchens : synthétiseur